# Pedro Yap

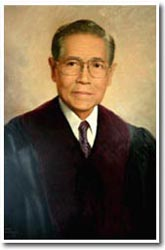
Pedro Yap

Pedro L. Yap (San Isidro, 1 juli 1918 - 20 november 2003) was een Filipijnse rechter. Van 19 april 1988 tot 1 juli 1988 was hij korte tijd opperrechter van het Filipijnse hooggerechtshof. Yap werd aangesteld door president Corazon Aquino en was de 17de opperrechter uit de geschiedenis van de Filipijnen. Narvasa was reeds sinds 8 april 1986 rechter van het Filipijnse hooggerechtshof. Op zijn verjaardag in 1988 werd Yap wegens het bereiken van de voor zijn functie verplichte pensioenleeftijd van 70 opgevolgd door Marcelo Fernan.
Yap was een van de zestien afgevaardigden die weigerden de Filipijnse Grondwet van 1973 te tekenen. Hij zat bovendien in de door president Aquino benoemde Commission on Good Government.